# Arcadia (Iowa)
Pour les articles homonymes, voir Arcadia.
La ville d’Arcadia est située dans le comté de Carroll, dans l’État de l’Iowa, aux États-Unis. Sa population s’élevait à 525 habitants lors du recensement de 2020.

## Histoire
Arcadia a été créée en 1871. Elle a été nommée ainsi en référence à la région de l'Arcadie, située en Grèce.
Selon le recensement effectué l'année auparavant, la ville d'Arcadia ne comportait que 450 habitants. Le nom original de la ville était "Tip Top", nommé ainsi du fait de son emplacement sur la ligne de partage des eaux entre le Missouri et le Mississippi, Arcadia devenant la ville la plus élevée topographiquement de l'Iowa.
En 1880, un grand incendie détruit la plupart des bâtiments d'affaires d'Arcadia. Seulement deux bâtiments sont épargnés par l'incendie. La plupart des bâtiments seront restaurés durant l'année qui a suivi l'évènement.

## Géographie
Selon le Bureau du recensement des États-Unis, la ville a une superficie totale 2,54 km2, exclusivement terrestre.

## Démographie

### Recensement de 2000
D'après le recensement de 2000, il y avait 443 personnes, 172 foyers et 125 familles résidant dans la ville. La densité de population était de 174,5 personnes par kilomètre carré. Il y avait 183 unités de logement à une densité moyenne de 72,1 par kilomètre carré. Le panel ethnique de la ville était de 99,55 % de Blancs et 0,45 % d'Asiatiques. Les Hispaniques et Latinos représentaient 0,23 % de la population.
Il y avait 172 foyers, dont 33,7 % avaient des enfants de moins de 18 ans vivant avec eux, 65,7 % étaient des couples mariés vivant ensemble, 4,7 % étaient des femmes sans la présence du mari et 27,3 % étaient des personnes vivant seules. 25,6 % de tous les foyers étaient composés de personnes vivant seules et 17,4 % étaient des personnes âgées de plus de 65 ans. La taille moyenne du foyer était de 2,58 et la taille moyenne de la famille était de 3,11.
Composition de la population : 27,5 % avaient moins de 18 ans, 8,6 % de 18 à 24, 26,4 % de 25 à 44, 15,8 % de 45 à 64 et 21,7 % avaient 65 ans ou plus. L'âge médian était de 38 ans. Pour 100 femmes il y avait 113,0 hommes. Pour 100 femmes de plus de 18 ans, il y avait 96,9 hommes.
Le revenu moyen pour un ménage était de 34,063 $ et le revenu moyen pour une famille était de 45,278 $. Les hommes avaient un revenu moyen de 28,636 $ contre 18,750 $ pour les femmes. Le revenu par habitant était de 16,584 $. Environ 2,7 % des familles et 6,1 % de la population étaient en dessous du seuil de pauvreté, 9,3 % d'entre eux avaient de moins de 18 ans et 6,2 % avaient 65 ans ou plus.

### Recensement de 2010
D'après le recensement de 2010, il y avait 484 personnes, 185 foyers et 134 familles résidant dans la ville. La densité de population était de 190,7 personnes par kilomètre carré. Il y avait 195 unités de logement à une densité moyenne 76,8 par kilomètre carré. Le panel ethnique de la ville était de 97,7 % de Blancs, 0,4 % d'Amérindiens, 0,2 % d'Asiatiques et 1,7 % de multi-ethniques. Les Hispaniques et Latinos représentaient 0,8 % de la population.
Il y avait 185 foyers, dont 36,8 % avaient des enfants de moins de 18 ans vivant avec eux, 61,6 % étaient des couples mariés vivant ensemble, 9,2 % étaient des femmes sans la présence du mari, 1,6 % étaient des hommes sans la présence de l'épouse et 27,6 % étaient des personnes vivant seules. 23,2 % de tous les foyers étaient composés de personnes vivant seules et 14,1 % étaient des personnes âgées de plus de 65 ans. La taille moyenne du foyer était de 2,62 et la taille moyenne de la famille était de 3,13.
L'âge médian était de 36,3 ans. 29,8 % des résidents étaient âgés de moins de 18 ans ; 6,6 % avaient entre 18 et 24 ans ; 24 % avaient entre 25 et 44 ans ; 23,3 % avaient entre 45 et 64 ans et 16,3 % avaient 65 ans ou plus. La ville était composée de 48,8 % de femmes et de 51,2 % d'hommes.

## Source
- (en) Cet article est partiellement ou en totalité issu de l’article de Wikipédia en anglais intitulé « Arcadia, Iowa » (voir la liste des auteurs).

1. ↑  (en) History of Western Iowa, Its Settlement and Growth, Western Publishing Company, 1882, 509 p. (lire en ligne)
2. ↑  (en) Chicago and North Western Railway Company, A History of the Origin of the Place Names Connected with the Chicago & North Western and Chicago, St. Paul, Minneapolis & Omaha Railways, 1908 (lire en ligne), p. 38
3. ↑  History of Carroll County (IAGenWeb), Retrieved on 2008-11-23.
4. ↑  (en) « US Gazetteer files 2010 », United States Census Bureau (consulté le 11 mai 2012)